# Кустарёвка (Башкортостан)
Кустарёвка (баш. Кустаревка) — деревня в Татышлинском районе Республики Башкортостан Российской Федерации. Входит в состав Шулгановского сельсовета. 

## География

### Географическое положение
Расстояние до:
- районного центра (Верхние Татышлы): 40 км,
- центра сельсовета (Шулганово): 6 км,
- ближайшей ж/д станции (Янаул): 53 км.

## Население
| 2002 | 2009 | 2010 |
| ---- | ---- | ---- |
| 16   | ↘2   | ↘1   |

Национальный состав
Согласно переписи 2002 года, преобладающие национальности — русские (69 %), башкиры (31 %).